# Parastenhelia similis
Parastenhelia similis is een eenoogkreeftjessoort uit de familie van de Parastenheliidae. De wetenschappelijke naam van de soort is voor het eerst geldig gepubliceerd in 1903 door Thompson I.C. & Scott A..